# 266
266 (CCLXVI) var ett normalår som började en måndag i den julianska kalendern.

## Händelser

### Okänt datum
- Den irländske storkonungen Cormac mac Airts styre tar slut (omkring detta år).